# Futbol'nyj Klub Amkar Perm' 2011-2012
Questa voce raccoglie le informazioni riguardanti l'Amkar Perm nelle competizioni ufficiali della stagione 2011-2012.

## Rosa
| N. |                       | Ruolo | Calciatore           |
| -- | --------------------- | ----- | -------------------- |
| 3  | Serbia (bandiera)     | D     | Nikola Mijailović    |
| 5  | Russia (bandiera)     | C     | Vitalij Grišin       |
| 6  | Serbia (bandiera)     | C     | Marko Blažić         |
| 7  | Bulgaria (bandiera)   | C     | Georgi Peev          |
| 8  | Russia (bandiera)     | A     | Sergej Volkov        |
| 11 | Montenegro (bandiera) | A     | Radomir Đalović      |
| 13 | Montenegro (bandiera) | C     | Mitar Novaković      |
| 14 | Bulgaria (bandiera)   | D     | Zahari Sirakov       |
| 15 | Serbia (bandiera)     | C     | Predrag Mijić        |
| 17 | Estonia (bandiera)    | C     | Konstantin Vassiljev |
| 18 | Russia (bandiera)     | A     | Nikita Burmistrov    |

| N. |                        | Ruolo | Calciatore           |
| -- | ---------------------- | ----- | -------------------- |
| 19 | Russia (bandiera)      | C     | Aleksandr Kolomejcev |
| 21 | Russia (bandiera)      | D     | Dmitrij Belorukov    |
| 23 | Russia (bandiera)      | D     | Ivan Čerenčikov      |
| 24 | Kazakistan (bandiera)  | D     | Alekseý Popov        |
| 25 | Ucraina (bandiera)     | D     | Serhij Garaščenkov   |
| 39 | Ucraina (bandiera)     | A     | Illja Michal'ov      |
| 42 | Russia (bandiera)      | P     | Sergej Narubin       |
| 60 | Russia (bandiera)      | C     | Artur Valikaev       |
| 77 | Georgia (bandiera)     | D     | Zurab Tsiskaridze    |
| 88 | Bielorussia (bandiera) | P     | Vasil' Chamutoŭski   |

## Risultati

### Campionato

#### Stagione regolare
| Mosca 13 marzo 2011 1ª giornata | CSKA Mosca | 2 – 0 referto | Amkar Perm' | Stadio Lužniki |

| Perm' 20 marzo 2011 2ª giornata | Amkar Perm' | 1 – 0 referto | Lokomotiv Mosca | Stadio Zvezda |

| Perm' 2 aprile 2011 3ª giornata | Amkar Perm' | 1 – 1 referto | Kryl'ja Sovetov Samara | Stadio Zvezda |

| Krasnodar 9 aprile 2011 4ª giornata | Krasnodar | 1 – 0 referto | Amkar Perm' | Stadio Kuban' |

| Perm' 17 aprile 2011 5ª giornata | Amkar Perm' | 1 – 3 referto | Zenit San Pietroburgo | Stadio Zvezda |

| Kazan' 24 aprile 2011 6ª giornata | Rubin | 1 – 1 referto | Amkar Perm' | Stadio Centrale di Kazan' |

| Perm' 1º maggio 2011 7ª giornata | Amkar Perm' | 1 – 2 referto | Tom' Tomsk | Stadio Zvezda |

| Mosca 8 maggio 2011 8ª giornata | Spartak Mosca | 1 – 2 referto | Amkar Perm' | Stadio Lužniki |

| Perm' 15 maggio 2011 9ª giornata | Amkar Perm' | 0 – 0 referto | Dinamo Mosca | Stadio Zvezda |

| Rostov sul Don 21 maggio 2011 10ª giornata | Rostov | 3 – 0 referto | Amkar Perm' | Stadio Olimp-2 |

| Perm' 30 maggio 2011 11ª giornata | Amkar Perm' | 1 – 0 referto | Volga Nižnij Novgorod | Stadio Zvezda |

| Krasnodar 10 giugno 2011 12ª giornata | Kuban' | 3 – 2 referto | Amkar Perm' | Stadio Kuban' |

| Perm' 14 giugno 2011 13ª giornata | Amkar Perm' | 1 – 0 referto | Terek Groznyj | Stadio Zvezda |

| Perm' 18 giugno 2011 14ª giornata | Amkar Perm' | 0 – 0 referto | Anži | Stadio Zvezda |

| Perm' 22 giugno 2011 15ª giornata | Amkar Perm' | 1 – 0 referto | Spartak-Nal'čik | Stadio Zvezda |

| Perm' 26 giugno 2011 16ª giornata | Amkar Perm' | 0 – 2 referto | CSKA Mosca | Stadio Zvezda |

| Mosca 24 luglio 2011 17ª giornata | Lokomotiv Mosca | 4 – 0 referto | Amkar Perm' | Stadio Lokomotiv |

| Samara 1º agosto 2011 18ª giornata | Kryl'ja Sovetov Samara | 1 – 1 referto | Amkar Perm' | Stadio Metallurg (Samara) |

| Perm' 7 agosto 2011 19ª giornata | Amkar Perm' | 0 – 2 referto | Krasnodar | Stadio Zvezda |

| San Pietroburgo 14 agosto 2011 20ª giornata | Zenit San Pietroburgo | 1 – 1 referto | Amkar Perm' | Stadio Petrovskij |

| Perm' 20 agosto 2011 21ª giornata | Amkar Perm' | 1 – 1 referto | Rubin | Stadio Zvezda |

| Tomsk 27 agosto 2011 22ª giornata | Tom' Tomsk | 0 – 0 referto | Amkar Perm' | Trud Stadium |

| Perm' 11 settembre 2011 23ª giornata | Amkar Perm' | 0 – 1 referto | Spartak Mosca | Stadio Zvezda |

| Chimki 18 settembre 2011 24ª giornata | Dinamo Mosca | 3 – 0 referto | Amkar Perm' | Arena Chimki |

| Perm' 25 settembre 2011 25ª giornata | Amkar Perm' | 0 – 1 referto | Rostov | Stadio Zvezda |

| Nižnij Novgorod 1º ottobre 2011 26ª giornata | Volga Nižnij Novgorod | 0 – 0 referto | Amkar Perm' | Stadio Lokomotiv |

| Perm' 16 ottobre 2011 27ª giornata | Amkar Perm' | 3 – 1 referto | Kuban' | Stadio Zvezda |

| Groznyj 22 ottobre 2011 28ª giornata | Terek Groznyj | 1 – 0 referto | Amkar Perm' | Achmat-Arena |

| Machačkala 29 ottobre 2011 29ª giornata | Anži | 2 – 1 referto | Amkar Perm' | Stadio Dinamo |

| Nal'čik 6 novembre 2011 30ª giornata | Spartak-Nal'čik | 2 – 1 referto | Amkar Perm' | Respublikanskij stadion Spartak |

#### Poule salvezza
| Nižnij Novgorod 19 novembre 2011 31ª giornata | Volga Nižnij Novgorod | 1 – 2 referto | Amkar Perm' | Stadio Lokomotiv |

| Rostov sul Don 27 novembre 2011 32ª giornata | Rostov | 1 – 1 referto | Amkar Perm' | Stadio Olimp-2 |

| Perm' 6 marzo 2012 33ª giornata | Amkar Perm' | 2 – 1 referto | Kryl'ja Sovetov Samara | Stadio Zvezda |

| Nal'čik 12 marzo 2012 30ª giornata | Spartak-Nal'čik | 1 – 2 referto | Amkar Perm' | Respublikanskij stadion Spartak |

| Perm' 18 marzo 2012 35ª giornata | Amkar Perm' | 0 – 0 referto | Tom' Tomsk | Stadio Zvezda |

| Krasnodar 24 marzo 2012 36ª giornata | Krasnodar | 0 – 1 referto | Amkar Perm' | Stadio Kuban' |

| Perm' 14 giugno 2011 37ª giornata | Amkar Perm' | 2 – 0 referto | Terek Groznyj | Stadio Zvezda |

| Perm' 7 aprile 2012 38ª giornata | Amkar Perm' | 1 – 0 referto | Rostov | Stadio Zvezda |

| Samara 14 aprile 2012 39ª giornata | Kryl'ja Sovetov Samara | 1 – 1 referto | Amkar Perm' | Stadio Metallurg (Samara) |

| Perm' 21 aprile 2012 40ª giornata | Amkar Perm' | 1 – 0 referto | Spartak-Nal'čik | Stadio Zvezda |

| Tomsk 27 aprile 2012 41ª giornata | Tom' Tomsk | 0 – 0 referto | Amkar Perm' | Trud Stadium |

| Perm' 2 maggio 2012 42ª giornata | Amkar Perm' | 2 – 2 referto | Krasnodar | Stadio Zvezda |

| Groznyj 6 maggio 2012 43ª giornata | Terek Groznyj | 3 – 1 referto | Amkar Perm' | Achmat-Arena |

| Perm' 16 maggio 2012 44ª giornata | Amkar Perm' | 4 – 1 referto | Volga Nižnij Novgorod | Stadio Zvezda |

### Coppa di Russia
| Novokuzneck 17 luglio 2011 Sedicesimi di finale | Metallurg-Kuzbass | 0 – 1 referto | Amkar Perm' | Stadio Metallurg |

| Perm' 21 settembre 2011 Ottavi di finale | Amkar Perm' | 0 – 2 referto | Rubin | Stadio Zvezda |